# Germán Rodríguez Saiz
Germán Rodríguez Saiz fue un militante de la formación radical de izquierdas LKI (Liga Comunista Revolucionaria, surgida de ETA), muerto durante la fiesta de los Sanfermines de 1978 por un disparo de la policía durante los enfrentamientos producidos esa jornada entre la izquierda radical y las fuerzas del orden. 
Germán murió al recibir una bala de la policía en la cabeza en la intersección de la avenida Carlos III con la calle Roncesvalles.
Antecedentes
Durante 1977 y 1978 España vivía el paso de la dictadura a la democracia, y las formaciones de extrema izquierda y nacionalistas opuestas a la Transición se enfrentaban a la policía y a elementos de extrema derecha. En Pamplona fueron meses muy convulsos (semana proaministía de 1977 reclamando la liberación de presos políticos con delitos de sangre -el resto habían sido liberados en 1976-, ocupación del Ayuntamiento por radicales, disturbios frecuentes y ataques a las fuerzas del orden para forzar su reacción). El 9 de mayo de 1978 explotó un artefacto hiriendo a cuatro personas y causando la muerte de otra. El 10 de Mayo se produjo el asesinato del subteniente de Guardia Civil José Antonio Eseverri en las calles de Pamplona, a cuchilladas y patadas tras haber sido desarmado.
En esas circunstancias comenzaron las fiestas de San Fermín de 1978. El 8 de Julio, en la Plaza de Toros de Pamplona, al finalizar la corrida, varias peñas de Pamplona bajaron al ruedo con pancartas a favor de la amnistía. Esto produjo un enfrentamiento (primero a gritos y luego a golpes) con sectores del público de opinión contraria.
La Policía Armada irrumpió en la plaza y disparó botes de humo y pelotas de goma dispersando a los presentes, salvo un grupo que se refugió en los pasillos y respondió lanzando objetos. La Policía Armada a su vez respondió con fuego real, produciendo 7 heridos de bala (de un total de 55 heridos atendidos).
Enfrentamiento callejero
Los disparos en la plaza produjeron varios heridos e inmediatamente se produjeron disturbios violentos en la ciudad. Los radicales levantaron barricadas y lanzaron piedras y cócteles molotov contra la Policía Armada, que actuó con materiales antidisturbios y también con fuego real. De acuerdo con el entonces ministro de Interior, Rodolfo Martín Villa en total esa jornada se produjeron 130 disparos con bala y 7000 de material antidisturbios
De acuerdo con testigos presenciales como Jaime Ignacio del Burgo, residente frente al lugar de los hechos, cuando la Policía Armada estaba retirándose de los alrededores de la Plaza de Toros, un pequeño autobús quedó aislado al tener problemas para maniobrar y fue rodeado y apedreado por un gran grupo de violentos del que formaba parte Germán Rodríguez, con grave riesgo para los ocupantes. Estos respondieron con botes de humo y eventualmente disparos, uno de los cuales alcanzó al militante radical.
En total, los enfrentamientos dejaron más de 150 heridos, 11 de ellos de bala, y la muerte de Germán Rodríguez, que tenía 23 años.
Este acontecimiento tuvo un impacto importante en los días siguientes en el País Vasco y Navarra, y en las protestas por su muerte, un joven de Astigarraga, Joseba Barandiaran moriría días después en San Sebastián. 
Política
La izquierda radical y el nacionalismo próximo a ETA han presentado la muerte de Germán como un asesinato de un inocente en el marco de la represión. El resto de fuerzas políticas han visto en la entrada en la Plaza de Toros un lamentable error policial en medio de unos disturbios antidemocráticos causados por la extrema izquierda, y se han depurado responsabilidades sin que se condenara a nadie. El gobernador civil Ignacio Llano fue cesado y los mandos policiales (comandante Ávila y comisario Miguel Rubio) fueron trasladados. 
Organizado por la Federación de Peñas de Pamplona y varias asociaciones, cada 8 de julio se celebra un homenaje a Germán Rodríguez en el monumento a su memoria en el lugar donde fue murió. Hay una lápida para conmemorar el suceso y, a pesar de que anteriormente fue retirada por el Ayuntamiento de Pamplona gobernado por la derecha, el monumento fue reconstruido por los vecinos primero y por el ayuntamiento de izquierdas años después.